# Голова из Калицтлауака

Голова из Калицтлауака. 1999 г.

Голова́ из Калицтлауа́ка — керамическая голова, предположительно являвшаяся частью небольшой скульптуры человека. Обнаружена в 1933 году в районе мексиканского городища Калицтлауака.

## Обстоятельства обнаружения
Терракотовая голова была обнаружена археологом Хосе Гарсиа Пайоне (исп. José García Payón) во время раскопок 1933 года. Они проводились в мексиканском городище Калицтлауака, расположенном приблизительно в 65 километрах к юго-западу от Мехико. Артефакт находился под тремя нетронутыми глинобитными слоями раскопа, в погребении, относящемся к ацтекам, в числе ряда других предметов, датированных периодом 1476—1510 годов. К последним относились украшения из горного хрусталя и раковин, глиняные расписные чаши и кувшины, фигурка оцелота, золотые пластины, наконечники копий из обсидиана и кремня.

## Общие сведения
Официально сведения о находке были впервые опубликованы Хосе Пайоне лишь в 1960 году. Особенностями терракотовой головы, имеющей небольшой, порядка 3 см в поперечнике размер, являются европейские черты лица и общее соответствие стилю древнеримских скульптур. При этом ярко выражено кардинальное отличие от местных образцов изобразительного искусства. Хотя некоторые исследователи считают её подделкой, существуют работы, которые доказывают возможность римского происхождения и, в частности, классифицируют как относящуюся к типу римских статуэток II века до н. э. В 2001 Ромео Х. Христов (англ. Romeo H. Hristov) из университета Нью-Мексико и Сантьяго Хеновес Т. (исп. Santiago Genovés T.) из Национального Автономного университета Мексики подтвердили это мнение, что было воспринято некоторыми исследователями как явное доказательство доколумбовых европейско-американских контактов.

## Версии появления находки
Основные взгляды на появление терракотовой находки сводятся к следующим мнениям:
- Мистификация. По некоторым сведениям, находка могла быть подложена в раскоп одним из участников экспедиции с целью сыграть злую шутку с научным руководителем — Хосе Гарсиа Пайоне[1]. Однако известный археолог Ромео Х. Христов полагает эти утверждения всего лишь слухами. Тем не менее в настоящий момент подтвердить или опровергнуть это невозможно, так как все лица, непосредственно участвовавшие в раскопках, умерли[3].
- Появление терракотовой находки вместе с первыми европейцами времён Колумба и Кортеса. Это считается возможным, но очень маловероятным. Одновременно отмечается, что головной убор фигурки имеет определённое сходство с аналогичными предметами скандинавов или викингов[3].
- Фигурка попала в Америку через Юго-Восточную Азию на китайском или индийском корабле. Эта версия была предложена в 1961 году австрийским этнографом Робертом Гейне-Гельдерном (нем. Robert von Heine-Geldern) и получила определённую поддержку[4][5].
- Фигурка попала в Америку с унесённым в океан судном римлян, карфагенян или берберов. Аргументом такой версии является наличие доказательств их пребывания в VI—V веке до нашей эры на Тенерифе и Лансароте Канарских островов[3]. Один из сторонников этого объяснения, археолог Иллинойсского университета Дэвид Гроув (англ. David Grove), отмечает, что попадание в Новый свет остатков судна после кораблекрушения совсем не предполагает какого-либо «контакта»[6].